# Funkdoobiest
Funkdoobiest est un groupe de hip-hop américain, originaire de Los Angeles, en Californie.

## Biographie
Funkdoobiest est formé en 1989 par DJ Ralph M « The Mexica » (Ralph Medrano) et le portoricain Son Doobie (Jason Vasquez). Le groupe s'appelait initialement Ralph M and Sun. Avec l'arrivée de Tomahawk Funk (Tyrone Pacheco), le groupe se rebaptise Funkdoobiest en 1991, s'inspirant d'un morceau appelé The FunkDoobiest écrit par le rappeur B-Real.
En 1995 sort leur premier album studio, Brothas Doobie, enregistré à Hollywood, en Californie. Leur troisième album The Troubleshooters (1997) est produit par DJ Ralph M. En 2005, DJ Ralph M et Son Doobie effectuent une tournée sous le nom Funkdoobiest.

## Discographie

### Albums studio
- 1993 : Which Doobie U B? (Immortal/Epic/SME),
- 1995 : Brothas Doobie (Immortal/Epic/SME),
- 1997 : The Troubleshooters (Buzztone/RCA/BMG),
- 2009 : The Golden B-Boys (Funkdoobiest Music).

### Singles
- 1993 : 
  - Bow Wow Wow,
  - Wopbabalubop (feat. B-Real),
  - The Funkiest,
  - Freak Mode ;
- 1995 : 
  - Dedicated,
  - Rock On,
  - XXX Funk (et son clip) ;
- 1997 : Papi Chulo (feat. Daz) ;
- 2008 : Hip Hop Music ;
- 2009 : The Heavyweight Funk.